# Guillermo Feliú Cruz
Guillermo Feliú Cruz (1900 — 1973) foi um intelectual, historiador e bibliófilo chileno do século XX, expoente da ideologia liberal e do positivismo histórico.
Aos 16 anos publicou seu primeiro artigo na Revista Chilena de História e Geografia e aos 20 foi bibliotecário do Instituto Nacional. Ocupou o cargo de conservador do Museu Histórico Nacional e da Biblioteca Americana. Trabalhou por trinta anos na Biblioteca Nacional até alcançar a Direção de Bibliotecas, Arquivos e Museus entre 1960 e 1967. Durante esse período ele também responsável pela fundação da revista "Mapocho". 
Sua extensa contribuição para a historiografia superou as 500 publicações.